# Chałmy (rejon mohylewski)
Chałmy (biał. Халмы; ros. Холмы) – wieś na Białorusi, w obwodzie mohylewskim, w rejonie mohylewskim, w sielsowiecie Machawa.